# Колодези (Московская область)
Колодези — деревня в Наро-Фоминском районе Московской области, входит в состав сельского поселения Волчёнковское. Численность постоянного населения по Всероссийской переписи 2021 года — 9 человек, в деревне числится 1 улица Школьная. До 2006 года Колодези входило в состав Афанасьевского сельского округа.
Деревня расположена в юго-западной части района, на правом берегу реки Протва, примерно в 7 км к югу от города Верея, высота центра над уровнем моря 178 м. Ближайшие населённые пункты — Ивково в 300 м на юг и Васильево на противоположном берегу реки.